# Дунино (Калужская область)
Дунино — деревня в Калужской области, входит в состав сельского поселения «Село Передел» Медынского района. Располагается на берегу малой реки Бисерки в 90 км к северо-северо-западу от Калуги (110 км по автодорогам).

## История
В XVII веке Дунино — дворцовое село на границе Медынского и Верейского уезда, центр Дунинского стана. В Смутное время опустело.
В XVIII веке вместе с деревней Лапино и пустошами помещице Екатерине Ивановне Савёловой. Усадебные земли села с деревянной церковью находились на правой стороне тракта Медынь—Гжатск. Близость к торговому пути способствовала проведению ярмарок.
В начале XIX века хозяином села стал надворный советник Александр Афанасьевич Долгов.
В Отечественную войну 1812 года было сожжено французскими мародёрами
В 1817 году надворный советник Долгов вложил большие средства средства на постройку в селе каменного храма во имя Казанской Божией Матери с двумя приделами — Иоанна Предтечи и Николая Чудотворца.
В 1937 году церковь в Дунине закрывается.
Во время Великой Отечественной войны поселение было подожжено отступавшими немцами.
В настоящее время сохранились фрагменты фундамента дома управляющего, заросший барский пруд, руины Казанской церкви.

## Население
| 2002 | 2010 |
| ---- | ---- |
| 33   | ↘27  |

## Достопримечательности
- Развалины каменной церкви Казанской Божьей Матери[9].
- Фрагменты фундамента дома управляющего,
- Заросший барский пруд.